# Maria Caroline Gibert de Lametz

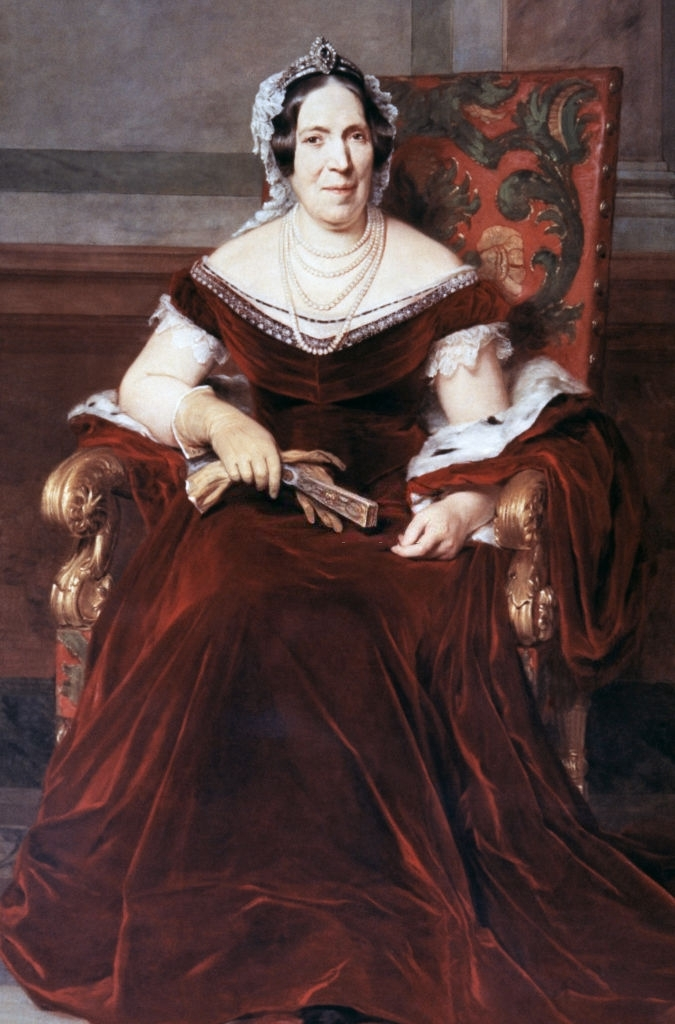
Maria Caroline Gibert de Lametz

Maria Louise Caroline Gabrielle Gibert de Lametz (* 18. Juli 1793 in Coulommiers; † 23. November 1879 in Monaco) war Fürstin von Monaco.

## Leben
Sie wurde als Tochter von Charles-Thomas Gibert, einem Rechtsanwalt, und dessen Ehefrau Henriette Legras de Vaubercy geboren. Nach dem Tod ihres Vaters heiratete ihre Mutter Antoine Rouyer de Lametz, der seine Stieftochter später adoptierte.
Im Mai 1814 heiratete eine Adoptivtochter von Fürst Honoré IV. von Monaco, somit eine Halbschwester des späteren Fürsten Florestan, den Schwiegersohn von Antoine Rouyer. Bei dieser Gelegenheit lernten sich Florestan und Maria Caroline kennen. Im Jahre 1816 heirateten sie heimlich, da die monegassische Fürstenfamilie und insbesondere Florestans Vater gegen die Heirat war.
Das Paar hatte zwei Kinder:
- Charles III. von Monaco (1818–1889) ⚭ 1846 Gräfin Antoinette de Mérode-Westerloo (1828–1864)
- Florestine von Monaco (1833–1897) ⚭ 1863 Graf Wilhelm von Urach (Wilhelm von Württemberg, 1. Herzog von Urach; 1810–1869)

1841 starb Florestans Bruder Honoré V. ohne Erben und Florestan folgte ihm als Fürst von Monaco. Caroline wurde von nun an „Gibert de Lametz“, der Zusatz leitet sich vom Schloss ihres Stiefvaters ab und auch ihre Nachkommen trugen seitdem diesen Zusatztitel.
Florestan und sein Fürstentum waren hoch verschuldet. Maria Caroline war eine gute Wirtschafterin und half ihrem Gemahl, die Finanzen des Fürstenhauses in Ordnung zu bringen und die offenen Prozesse mit ihrer Schwiegermutter Louise d’Aumont Mazarin beizulegen. Ihr Mann war kein geschickter Politiker und überließ die Staatsgeschäfte seiner Ehefrau. Mit Hilfe der Mitgift ihrer Schwiegertochter Antoinette de Mérode-Westerloo hatte sie die Idee, in Monte Carlo ein Casino errichten zu lassen.  Die Einnahmen aus dem Spielgeschäft sanierten auch die Finanzen des Fürstenhauses und blieben bis heute die wichtigste Einnahmequelle des Staates.
Caroline starb im Alter von 86 Jahren, 23 Jahre nach ihrem Mann, und wurde in der Kathedrale von Monaco beigesetzt.